# Roberto de Nobili
Ne doit pas être confondu avec Roberto de' Nobili.
Pour les articles homonymes, voir Nobili.
Roberto de Nobili, né à Rome (Italie) en septembre 1577 et mort à Mylapore (Madras) (Inde) le 16 janvier 1656, est un prêtre jésuite italien, sannyasin et missionnaire dans l'Inde du Sud.
Ayant rapidement compris qu'une évangélisation sérieuse ne pouvait se faire que par un travail d'inculturation de la foi chrétienne, il étudia les langues, maîtrisa le sanskrit et le tamoul, et adopta un style de vie proche de celui des castes supérieures de la société indienne, pour devenir finalement un authentique “sannyasi“ indien. Il est considéré comme l'un des grands précurseurs de l'indianisme ou des études indiennes.

## Formation et arrivée en Inde
Roberto de Nobili naît en septembre 1577 de la Famille de Nobili de Montepulciano, prospère et apparentée à deux papes (dont Marcel II). Bien que la voie d'une brillante carrière ecclésiastique lui soit ouverte, il préfère entrer dans la Compagnie de Jésus en 1596. Il y suit le cours habituel d'une formation solide aussi bien en théologie que dans les sciences, métaphysique et logique il est ordonné prêtre en 1603 à Rome.
À sa demande, faite une première fois en 1601, il est envoyé en Inde et débarque à Goa le 20 mai 1605. Les efforts missionnaires se cantonnaient alors aux aires contrôlées par l'administration portugaise, essentiellement des régions côtières. Après trois mois passés dans la région de Cochin, Nobili est envoyé seconder le père Gonçalo Fernandes dans une mission de l'intérieur, c'est-à-dire à Madurai, centre culturel et religieux important d'Inde du Sud et capitale d'un royaume indépendant.
Lorsque Nobili arrive à Madurai, il remarque que le père Fernandes qui s'y trouvait depuis une dizaine d'années n'avait eu que très peu de succès. Il s'interroge alors sur les raisons de cet échec et, après avoir observé la situation durant quelques semaines, arrive à la conclusion que le mode de vie du missionnaire étranger, en particulier le fait de consommer de la viande, l'associait irrémédiablement aux castes inférieures, lui déniant ipso facto toute influence religieuse. Aucun hindou ne deviendra chrétien si cela signifie pour lui la déchéance en une caste sociale inférieure.

## Le Jésuite se fait sādhu
Nobili observa aussi qu'il existait des religieux Indiens, les sādhu, qui vivaient une vie austère de renoncement et de dévotion et qui jouissaient d'une grande estime de la part de l'ensemble de la population. Il entrevit que mener la vie d'un sādhu lui permettrait de s'adresser à tous avec efficacité mais ne franchit pas le pas. Utilisant ses origines familiales aristocratiques, il se présenta alors comme un kshatriya, un membre de la caste des guerriers obtenant ainsi une identité lisible pour les hindous.
Paraissant moins étranger, d'autant plus qu'il avait appris la langue tamoule et qu'il avait été initié aux textes sacrés de l'hindouisme (en sanskrit) il commença à nouer des contacts avec quelques hindous de haute caste auprès desquels il accrut sa culture de l'Inde. Comme 'religieux' (jésuite) il n'était pas étranger non plus au statut de 'renonçant' dont la réputation de sainteté leur permettait de fréquenter toutes les castes, y compris celle des brahmanes.
Il renonça alors à sa position de kshatriya, revêtit une tenue safran, chaussa des socques de bois, se munit d'un kamandalu, le pot à eau des ascètes, se construisit une petite hutte, abandonna la consommation de viande et d'alcool, s'assura des services d'un cuisinier brâhmane et refusa dorénavant tout contact avec les autres chrétiens locaux. Aux yeux de tous, il fut bientôt reconnu comme un saint homme à la mode indienne. Ce faisant, il s'attira l'animosité des Européens et les moqueries de quelques confrères jésuites. Il dut même quitter un temps sa mission, mais il eut toujours la confiance de ses supérieurs.
Comme sādhu, il se plongea dans l'étude, ce qui a toujours été une dimension importante de la vie d'un Jésuite, et enseigna le chemin de la libération. C'était pour lui la position idéale pour étudier en profondeur l'hindouisme. Il devint un excellent locuteur en tamoul et un connaisseur de sa littérature.
Pour mieux connaitre l'âme indienne il devait encore pénétrer en profondeur les textes saints de l'hindouisme écrits en sanskrit, alors langue réservée aux brahmanes. La chance aida Nobili qui rencontra alors Shivadharma, un étudiant brahmane en sanskrit qui accepta de lui enseigner cette langue et qui lui offrit même une copie des Veda, au péril de sa vie. Il allait maintenant pouvoir adapter le message chrétien en le rendant compréhensible aux Indiens car véhiculé par les concepts qui leur étaient familiers.
Il ne s'opposa pas au système des castes, permettant ainsi aux brahmanes nouvellement convertis de conserver leur statut social et les symboles y étant attachés (comme le 'cordon'). Il estimait que le système s'estomperait naturellement au fur et à mesure que l'évangélisation ferait des progrès. Chaque fois qu'un problème culturel ou religieux se présentait, Nobili se plongeait dans les écritures chrétiennes et hindoues avant de prendre une décision qui pouvait avoir un impact sur la communauté hindoue. Ainsi, il ne condamna pas le rite de la Satī comme tous les autres Européens, rite dont il fut témoin lorsque les quatre cents épouses du Nayak[Lequel ?] de Madurai se jetèrent sur son bûcher funéraire. Il adapta aussi la fête du pongal pour ses convertis, remplaçant la statue habituelle de la divinité par une croix plantée à cet effet et bénissant le riz de la nouvelle récolte. Il prend aussi le nom de Tattuva Bodhakar, le guru du Réel.

## L'Église s'interroge
Les méthodes de Nobili inquiétaient les autorités de l'Église à Goa, car si les aspects négatifs et positifs de son approche inculturalisée de l'évangélisation étaient bien discutées jusqu'à Rome, c'est à Goa que résidaient ses adversaires les plus déterminés. Il y fut accusé de déformer le message de la foi chrétienne, de mélanger cérémonies chrétiennes et rites païens. Nobili rédigea alors un long document pour justifier ce qu'il faisait et sa manière de vivre. Le pape Grégoire XV institua une commission qui décida, après treize ans d'investigations et discussions, que les aménagements comme ceux de Nobili étaient justifiés pour propager le christianisme en Afrique et en Orient.
Nobili fut cependant transféré à Jaffna (Ceylan) puis à la résidence jésuite de Mylapore, au sud de la ville moderne de Madras, où il conserva ses habitudes de sâdhu jusqu'à la fin de sa vie : prière, étude et écriture. Perdant progressivement la vue, il dictait à un disciple, brahmane chrétien, ce qu'il composait. Il ne retourna jamais à Madurai où il souhaitait cependant mourir. Roberto de Nobili meurt le 16 janvier 1656. Nul emplacement, ni à Madras, ni à Madurai ou ailleurs n'indique sa tombe. Son souvenir semble y être disparu.

## Œuvres principales
- Pierre Dahmen (ed): P. R de Nobili, l'apôtre des brahmes: première apologie (1610), Paris, 1931.
- S. Rajamanickam (ed. et traducteur): Robert de Nobili: on adaptation, Palayamkottai (India), 1971
- S. Rajamanickam (ed. et traducteur): Robert de Nobili: on Indian customs, Palayamkottai (India), 1972.